# Rolando Tucker
Rolando Samuel Tucker León (Havanna, 1971. december 31. –) világbajnok, olimpiai bronzérmes kubai tőrvívó.